# سیارک ۱۲۸۵۲
سیارک ۱۲۸۵۲ (به انگلیسی: 12852 Teply، نامگذاری:1998FW30) دوازده هزار و هشتصد و پنجاه و دومین سیارک کشف شده‌است که در ۲۰ مارس ۱۹۹۸ کشف شد.
قدر مطلق سیارک برابر ۱۷.۸ است.